# Uli Oesterle

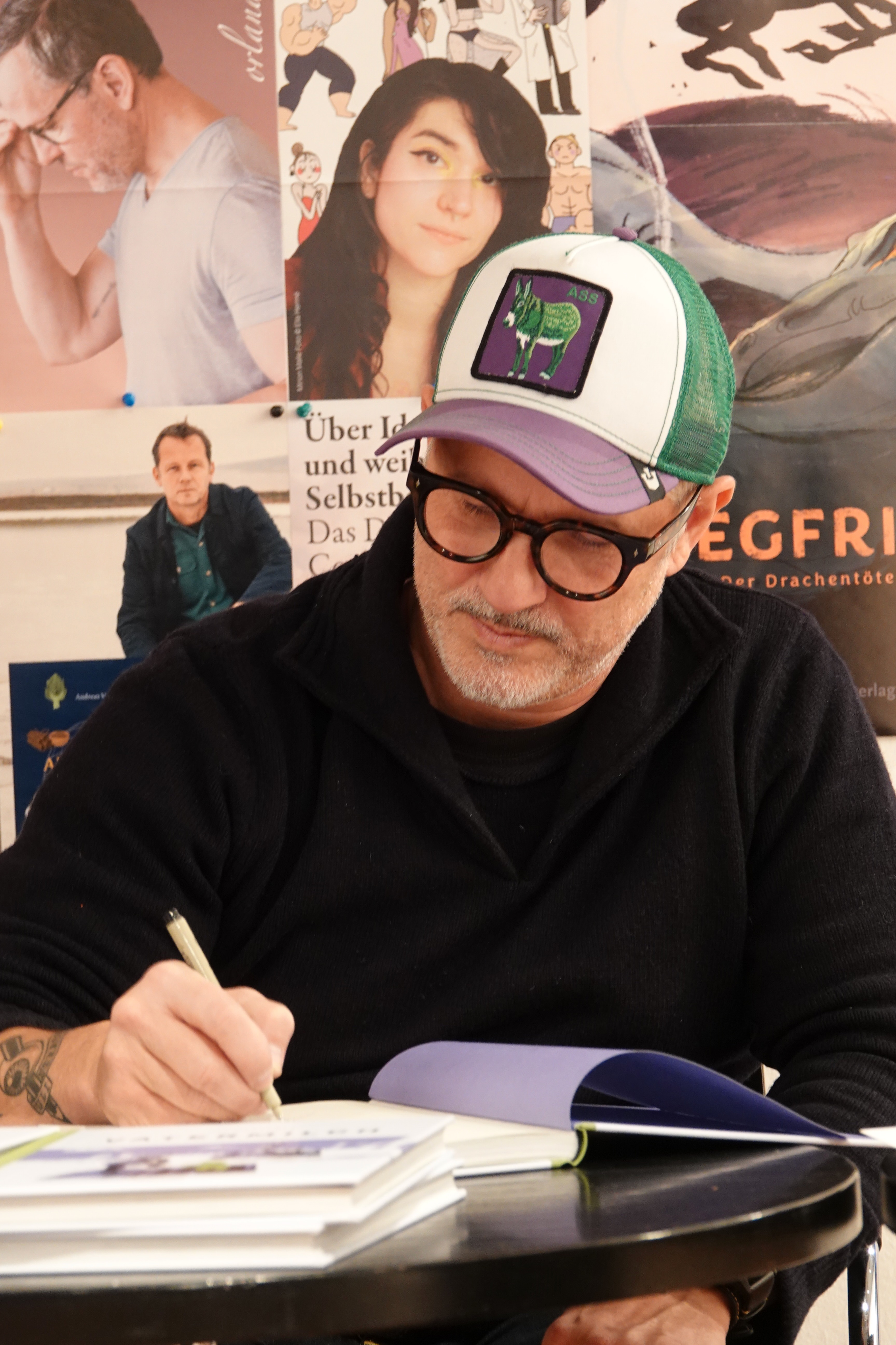
Uli Oesterle 2023

Uli Oesterle (* 1966 in Karlsruhe) ist ein deutscher Illustrator, Grafiker, Comiczeichner und -autor, der auch unter dem Künstlernamen Der Ulistrator publiziert.

## Leben
Oesterle erhielt eine Ausbildung zum Grafiker und Kommunikations-Designer an der Akademie U5 in München.
Zusammen mit Benjamin von Eckartsberg, Marc Herold und Boris Kiselicki gründete er 1995 die Ateliergemeinschaft „Die Artillerie“ in München.

## Werk
Bereits in den frühen 1990er Jahren veröffentlichte Oesterle Comics und Illustrationen in Magazinen wie Strapazin, Comicstrich und Moga-Mobo und für kommerzielle Magazine. Im Jahre 2000 wurde sein Debüt-Comicalbum Schläfenlappenphantasien für den Max-und-Moritz-Preis auf dem Internationalen Comic-Salon Erlangen nominiert. Ebenfalls seit Anfang der 1990er Jahre arbeitet er als Illustrator für diverse Zeitungen, Magazine, Werbeagenturen und Eigenkunden, wie z. B. Playboy, Süddeutsche Zeitung, Fokus, Audi, Stadt München, Land Berlin etc.
2004 erhielt er für das erste Kapitel aus „Hector Umbra“ den ICOM Independent-Comic-Preis als Bester Independent Comic. Weitere Nominierungen beim wichtigsten europäischen Comicfestival in Angouléme/ Frankreich folgten 2004 und 2010, ebenfalls für „Hector Umbra“.
Die Lebensgeschichte seines Vaters, die von Obdachlosigkeit, Alkoholismus und daraus resultierender schwerer Krankheit handelt, verarbeitet Oesterle halbbiografisch in seinem grafischen Roman Vatermilch. Band 1, Die Irrfahrten des Rufus Himmelstoss, erschien am 26. Mai 2020. Band 2, Unter der Oberfläche, erschien am 24. Oktober 2023. Die Bände 3 und 4 sind bis 2025 geplant. Für die Arbeit an dieser Graphic Novel erhielt er bereits 2016 den Comicbuchpreis der Berthold Leibinger Stiftung, einen Förderpreis, der für herausragende Graphic Novels in der Entstehung verliehen wird.
Seit 2016 zeichnet Uli Oesterle Wimmelbilder für Puzzles, die beim Unterhachinger Heye Verlag erscheinen.

## Auszeichnungen

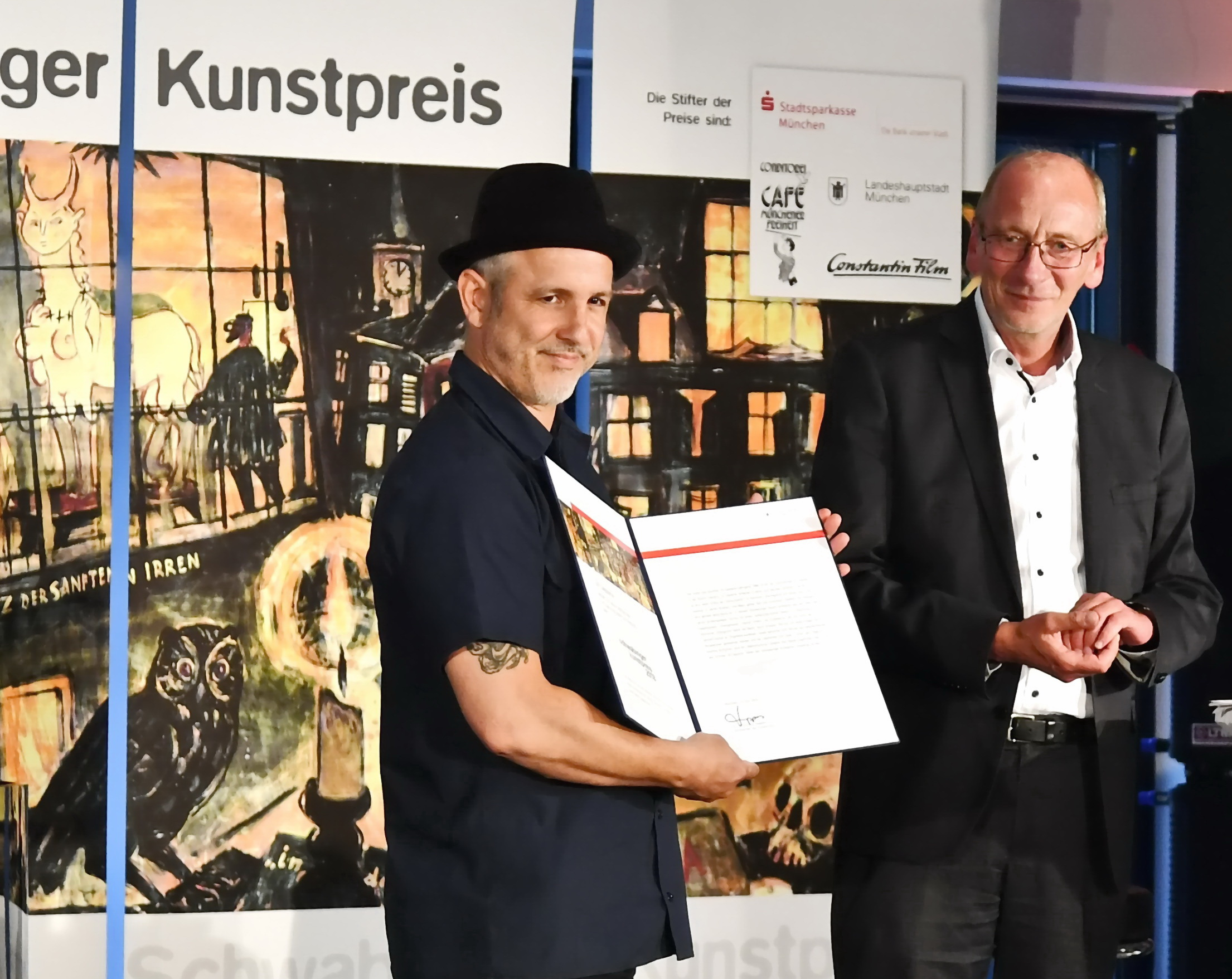
Uli Oesterle, Schwabinger Kunstpreis 2018

- 2004: ICOM-Independent-Comic-Preis
- 2016: Comicbuchpreis der Berthold Leibinger Stiftung
- 2017: Rudolph-Dirks-Award
- 2018: Schwabinger Kunstpreis
- 2021: Peng! – Der Münchner Comicpreis des Comicfestival München in der Rubrik Bester deutschsprachiger Comic für Vatermilch: Die Irrfahrten des Rufus Himmelstoss (Carlsen Verlag)[5]
- 2022: Arbeitsstipendium des Freistaats Bayern für Schriftstellerinnen und Schriftsteller

## Bücher / Comic / Graphic Novel
- Schläfenlappenphantasien, Zwerchfell Verlag, Hamburg 1999, ISBN 978-3-928387-26-2.
- Frass, Edition 52, Wuppertal 2000, ISBN 978-3-935229-01-2.
- Hector Umbra, Carlsen Verlag, Hamburg 2009, ISBN 978-3-551-74868-3.
- Kopfsachen, Carlsen Verlag, Hamburg 2017, ISBN 978-3-551-73429-7.
- Vatermilch – Buch 1: Die Irrfahrten des Rufus Himmelstoss, Carlsen Verlag, Hamburg 2020, ISBN 978-3-551-71158-8.
- Vatermilch – Buch 2: Unter der Oberfläche, Carlsen Verlag, Hamburg 2023, ISBN 978-3-551-71159-5.

## Ausstellungen (Auswahl)
- 2021: Alte Kongresshalle auf dem Comicfestival München[6]